# Santa Margarita (Samar)
Santa Margarita ist eine philippinische Stadtgemeinde in der Provinz Samar. Sie hat 26.348 Einwohner (Zensus 1. August 2015).

## Baranggays
Santa Margarita ist politisch in 36 Baranggays unterteilt.
| - Agrupacion - Arapison - Avelino - Bahay - Balud - Bana-ao - Burabod - Cautod (Pob.) - Camperito - Campeig - Can-ipulan - Canmoros | - Cinco - Curry - Gajo - Hindang - Ilo - Imelda - Inoraguiao - Jolacao - Lambao - Mabuhay - Mahayag - Mombon (Pob.) | - Nabulo - Napuro - Palale - Panabatan - Panaruan - Roxas - Salvacion - Solsogon - Sundara - Cagsumji - Matayonas - Napuro II |